# AppScale
AppScaleは、Google App Engineのアプリケーションをローカルのマシン群で動作させるオープンソースのフレームワークである。

## 概要
クラウドコンピューティング向けのプラットフォーム (PaaS) であり、Xen、KVM、Amazon EC2、Eucalyptusなどをサポートしている。
カリフォルニア大学サンタバーバラ校の RACELab 研究室で開発が行われている。
AppScaleは、構築したクラウド上に複数のアプリケーションをアップロードすることができ、データベース層はHBase、Hypertable、Apache Cassandra、MySQLなどの複数のソフトウェアから選択することができる。Google App Engineで提供されているSDKを用いてPython、Java、Goでウェブアプリケーションを開発することができ、セットアップしたマシン数に応じてスケーラブルに動作する。Google App Engineの提供しているdatastore、memcache、blobstore、channel APIなどを独自実装で提供している。